# Comereca rectipes
Comereca rectipes is een hooiwagen uit de familie Assamiidae.